# Martin Dvořák
Martin Dvořák (21 gennaio 1981) è un pentatleta ceco.

## Palmarès
In carriera ha conseguito i seguenti risultati:
- Europei

Albena 2004: argento nel pentathlon moderno a squadre.
Lipsia 2009: bronzo nel pentathlon moderno staffetta a squadre.